# Damiria leonorae
Damiria leonorae är en svampdjursart som beskrevs av van Soest, Zea och Kielman 1994. Damiria leonorae ingår i släktet Damiria och familjen Acarnidae. Inga underarter finns listade i Catalogue of Life.